# Самбож (Нижньосілезьке воєводство)
Самбож (пол. Samborz, нім. Tschammendorf) — село в Польщі, у гміні Костомлоти Сьредського повіту Нижньосілезького воєводства.
Населення — 205 осіб (2011).
У 1975-1998 роках село належало до Вроцлавського воєводства.

## Демографія
Демографічна структура станом на 31 березня 2011 року:
|          | Загалом | Допрацездатний вік | Працездатний вік | Постпрацездатний вік |
| -------- | ------- | ------------------ | ---------------- | -------------------- |
| Чоловіки | 107     | 22                 | 77               | 8                    |
| Жінки    | 98      | 17                 | 57               | 24                   |
| Разом    | 205     | 39                 | 134              | 32                   |